# The Limit (película)
The Limit (también conocida como Speed Limit 65) es una película de acción, drama y crimen de 1972, dirigida por Yaphet Kotto, que a su vez la escribió junto a Sean Cameron, musicalizada por Wayne Henderson, en la fotografía estuvo Fenton Hamilton y los protagonistas son Yaphet Kotto, Quinn K. Redeker y Virgil Frye, entre otros. El filme fue realizado por New Era Communications, se estrenó el 10 de noviembre de 1972.

## Sinopsis
En la ciudad de Los Ángeles, el oficial de policía Mark Johnson vigila los barrios llenos de pandilleros con su colega y mejor amigo, Jeff McMillan.